# Egybeírás (magyar nyelv)
A magyar nyelvben az egybeírás általában azt jelöli, hogy szavak bizonyos együttese nem szókapcsolat, hanem szóösszetétel. Más szóval: a szókapcsolatokat különírással, a szóösszetételeket egybeírással jelöljük. (Ez alól a gyakorlatban akadnak néha kivételek.)
Az egybeírást bizonyos okokból néha kötőjel helyettesíti (l. ott), de nyelvileg a kötőjeles írás is egybeírásnak számít.

## Mellérendelő összetételeknél
A mellérendelő összetételek közül egybeírjuk azokat, amelyek oly mértékben összeforrtak, hogy csak a szó végén ragozódnak, pl.
- rúgkapál, hírneves, icipici
- csúszómászó, szántóvető (melléknévi igenevekből)

## Alárendelő összetételeknél
Az egybeírásnak az alárendelő összetételeknél négy oka lehet:
- jelentésváltozás,
- ragelhagyás,
- hagyomány (l. lent),
- jelentéstömörítő kapcsolatok.

### Jelentésváltozás
Jelentésváltozás esetén a szavak együttes jelentése más, mint tagjaik jelentésének összege. A jelentésváltozás tényét mindig egybeírás jelöli.
Raggal nem jelölhető összetételek
- alanyos, például agyafúrt ('ravasz')
- minőségjelzős, például gyorsvonat ('vonatfajta')
- mennyiségjelzős, például hatökör ('buta')

Raggal jelölhető összetételek:
- tárgyas, például jótáll ('szavatol')
- határozós, például napraforgó ('növény')
- birtokos jelzős, például barátfüle ('tésztaféle')

Főnévi igeneves összetételek:
- ennivaló, látnivaló

### Ragelhagyás
A ragelhagyás azt jelöli, ha két szót azért írunk egybe, mert a köztük lévő viszonyt jelölő rag elmarad, például fát vágó (t elmarad) > favágó. Ez a fajta értelemszerűen csak a raggal jelölhető összetételeknél lehetséges:
- tárgyas: kéményseprő (= kéményt seprő)
- határozós: áldozatkész (= áldozatra kész)
- birtokos jelzős: ablaküveg (= az ablak üvege)

### Jelentéstömörítés
Egyes szókapcsolatok tagjainak viszonyát csak több szó betoldásával lehet kifejteni, tömörítve fejeznek ki jelentést, pl.:
- motorcsónak

## Az igekötő egybeírása
Az igekötőt, ha közvetlenül a hozzá tartozó ige előtt áll, egybeírjuk az igével, pl.
- felmegy

Nem ilyen azonban például a meg tudja csinálni, ahol a meg-et nem írhatjuk egybe a tudja szóval, hiszen nem ahhoz, hanem a csinálni igéhez tartozik.

## Hagyományos (kivételes) esetek

### Atipikus egybeírás
A raggal nem jelölhető alárendelő összetételeket néha a hagyomány miatt egybeírjuk:
- alanyos: szúette
- tárgyas: jótett

Bizonyos szavaknál ez a raggal jelölhető alárendelő összetételeknél is előfordul:
- határozós: bérbeadás
- birtokos jelzős: napkelte

Hagyományosan az alábbi összetételeket is egybeírjuk, ha csupán kéttagúak:
- anyagnévi jelzős: faasztal
- számnévi jelzős: kétéves, ötnapos

Előfordul, hogy az egyik hagyomány gátat vet a másiknak: a fenti szabály alapján egybe kellene írni, de valójában különíródnak az alábbiak: hány (éves), pár (napos), egész (napos).

### Atipikus különírás
Bizonyos esetekben a fentiek által indokolt összetételeket sem írjuk egybe. Ezekre az esetekre alszabályok vonatkoznak, pl.:
- fel-le járkál

Azokat az összetételeket, melyeket különírunk, l. a különírt összetételtípusok listája szócikkben.